# Hey! Say! JUMP 2007-2017 I/O
『Hey! Say! JUMP 2007-2017 I/O』（ヘイ! セイ! ジャンプ 2007-2017 インプット アウトプット）は、Hey! Say! JUMPの1枚目のベスト・アルバム。 J Stormから2017年7月26日に発売。

## 概要
- Hey! Say! JUMPとしては初のベスト・アルバム。
- 初回限定盤1、初回限定盤2、通常盤の3形態で発売。
- 2007年11月に発売された1stシングル「Ultra Music Power」から2017年2月に発売された19thシングル「OVER THE TOP」までの全てのシングル曲（両A面シングルとしてオリジナルアルバムに収録されていなかった「冒険ライダー」「愛すればもっとハッピーライフ」「我 I Need You」も含む）が収録されている。なお、本作の3週間前に発売された20thシングル「Precious Girl」は収録されていない(次のアルバム『SENSE or LOVE』に収録)。
- 初回限定盤1には「Ultra Music Power」から「OVER THE TOP」までのPVを収録したDVDが付属する。
- 初回限定盤2にはファン投票によって決定された上位10曲(これまでに発表されたカップリング曲およびアルバム曲、CD化されていなかったオリジナル曲)を収録したCDが付属する。
  - 今回CD初収録となった楽曲には発表当時10人体制だったものもあり、2011年に脱退した森本龍太郎の声も入っているため、デビューした2007年から2010年までの間に事前収録されていた可能性がある。
- 通常盤のみ、新曲「I/O」「H.our Time」が収録されている。
- 通常盤を買ってその帯のコードを期間中に贈るとメンバー9人によるWEBラジオが聴ける。
- 2018年6月に岡本圭人が留学のため活動休止を発表し、その後2021年4月にグループを脱退したため、9人体制で最後のアルバムとなった。

## 収録曲

### CD
※はアルバム初収録曲。

#### Disc 1
1. Ultra Music Power
作詞：MSS、作曲：馬飼野康二、編曲：CHOKKAKU
  - 1stシングル
  - フジテレビ系『バレーボールワールドカップ2007』イメージソング
2. Dreams come true
作詞：久保田洋司、作曲：馬飼野康二、編曲：CHOKKAKU
  - 2ndシングル
  - フジテレビ/TBS系『北京オリンピックバレーボール世界最終予選』イメージソング
3. Your Seed
作詞：ma-saya、作曲：h-wonder、編曲：ha-j
  - 3rdシングルの1曲目
  - 映画『カンフー・パンダ』イメージソング
4. 冒険ライダー※
作詞：中原明彦、作曲：TSUKASA、編曲：船山基紀
  - 3rdシングルの2曲目
  - イベント『お台場冒険王ファイナル〜君が来なくちゃ終われない!〜』イメージソング
5. 真夜中のシャドーボーイ
作詞：ma-saya、作曲：馬飼野康二、編曲：馬飼野康二、石塚知生
  - 4thシングル
  - 山田涼介・知念侑李・中島裕翔・有岡大貴主演 日本テレビ系ドラマ『スクラップ・ティーチャー〜教師再生〜』主題歌
6. 瞳のスクリーン
作詞：村野直球、作曲：馬飼野康二、編曲：鈴木雅也
  - 5thシングル
  - 山田涼介主演 日本テレビ系土曜ドラマ『左目探偵EYE』主題歌
7. 「ありがとう」〜世界のどこにいても〜
作詞：森若香織、村野直球 ，亜美、作曲・編曲：STEVEN LEE
  - 6thシングル
8. OVER
作詞：zopp，村野直球、作曲：Devanté，Tomas Cederholm，Filip Lindfors、編曲：船山基紀
  - 7thシングル
9. Magic Power
作詞：岡嶋かな多、作曲：板垣祐介、編曲：石塚知生
  - 8thシングル
  - 映画『スマーフ』日本語吹替版主題歌
10. SUPER DELICATE
作詞：野島伸司、作曲：加藤裕介、編曲：Niklas Edberger
  - 9thシングル
  - 山田涼介・中島裕翔出演 日本テレビ系ドラマ『理想の息子』主題歌
11. Come On A My House
作詞：Komei Kobayashi、作曲：馬飼野康二、編曲：生田真心
  - 10thシングル
  - Hey! Say! JUMP出演 ハウス食品「バーモントカレー」CMソング
12. Ride With Me
作詞：Staxx T、作曲：☆Taku Takahashi・Minami、編曲：☆Taku Takahashi
  - 11thシングル
  - 山田涼介・有岡大貴出演 日本テレビ開局60年特別番組スペシャルドラマ『金田一少年の事件簿 獄門塾殺人事件』主題歌

#### Disc 2
1. AinoArika
作詞・作曲：HIKARI、ラップ詞：八乙女光、編曲：高橋哲也
  - 12thシングルの1曲目
  - 八乙女光・伊野尾慧出演 TBS系ドラマNEO『ダークシステム 恋の王座決定戦』主題歌
2. 愛すればもっとハッピーライフ※
作詞・作曲：川浦正大、編曲：CHOKKAKU
  - 12thシングルの2曲目
  - Hey! Say! JUMP出演 ハウス食品「バーモントカレー」CMソング
3. ウィークエンダー
作詞：三井八雲，Vandrythem、作曲：原一博、編曲：原一博，KOMU
  - 13thシングルの1曲目
  - 山田涼介・有岡大貴出演 日本テレビ系ドラマ『金田一少年の事件簿N（neo）』主題歌
4. 明日へのYELL
作詞・作曲：Takuya Harada、編曲：CHOKKAKU
  - 13thシングルの2曲目
  - 中島裕翔・髙木雄也出演 フジテレビ系日9ドラマ『水球ヤンキース』主題歌
5. Chau#
作詞：藤林聖子、作曲・編曲：岩崎貴文
  - 14thシングルの1曲目
  - Hey! Say! JUMP出演 ブルボン「アーモンドキャラメルポップコーン」CMソング
6. 我 I Need You※
作詞・作曲・編曲：中村瑛彦
  - 14thシングルの2曲目
  - テレビ東京系『リトルトーキョーライブ』テーマソング
7. キミアトラクション
作詞：MiNE，川口進、作曲：CHOKKAKU，川口進，Christofer Erixon，Joakim Bjornberg、編曲：CHOKKAKU
  - 15thシングル
  - Hey! Say! JUMP出演 コーセーコスメポート『ソフティモ』CMソング
8. 真剣SUNSHINE※
作詞：KOMU、作曲・編曲：原一博
  - 16thシングル
  - Hey! Say! JUMP出演 コーセーコスメポート『サンカット』CMソング
9. Fantastic Time※
作詞：KOUDAI IWATSUBO、作曲：Aibi Albertsson，KOUDAI IWATSUBO、編曲：石塚知生、コーラス編曲：岩田雅之
  - 17thシングル
  - 読売テレビ・日本テレビ系アニメ『タイムボカン24』オープニングテーマ
10. Give Me Love※
作詞：Vandrythem、作曲：Takuya Harada，川口進，Christofer Erixon、編曲：高橋哲也
  - 18thシングル
  - 山田涼介主演 フジテレビ系月9ドラマ『カインとアベル』主題歌
11. OVER THE TOP※
作詞・作曲：twelvelayers、編曲：SSKHz
  - 19thシングル
  - 読売テレビ・日本テレビ系アニメ『タイムボカン24』オープニングテーマ
  - 『2017年世界体操競技選手権』オープニングテーマ
12. I/O（読み：インプット アウトプット）
作詞：森若香織，m.piece、作曲：STEVEN LEE，Adrian McKinnon，MiNE，Atsushi Shimada、編曲：Aaltostratus
  - 本作の表題曲

通常盤のみ収録。
振り付けは山田が担当。
13. H.our Time（読み：アワー タイム）
作詞：Hey! Say! JUMP、作曲：岡本圭人、編曲：ha-j
通常盤のみ収録。
作詞はメンバーがリレー形式で担当。

#### Disc 3
※初回限定盤2のみ。ファン投票によって選ばれた10曲を収録。
1. TO THE TOP※
作詞：森田文人，小間浩子，近藤ナツコ、作曲：J.Carbone，S.Lee、編曲：石塚知生
  - 2009年のオリジナル楽曲

本作でCD初収録。
2. トビラの向こう※
作詞・作曲：micro+grande、編曲：関淳二郎
  - 2007年のオリジナル楽曲

本作でCD初収録。
3. Star Time※
作詞：久保田洋司、作曲：STEVEN LEE&JOEYCARBONE、編曲：CHOKKAKU
  - 1stシングルカップリング
4. 心・技・体※
作詞：久保田洋司、作曲：M.Y、編曲：ha-j
  - 2007年のオリジナル楽曲

本作でCD初収録。
5. 愛ing -アイシテル-※
作詞：亜美、作曲・編曲：7.4.7
  - 7thシングル通常盤カップリング
6. ChikuTaku※
作詞・作曲：koma'n、編曲：船山基紀
  - 15thシングル初回限定盤1カップリング
7. Viva! 9's SOUL (2017 Ver.)
作詞：Vandrythem、作曲：磯崎健史，浅利進吾、編曲：陶山隼
  - 4thアルバム『JUMPing CAR』通常盤収録曲の新録バージョン
8. Romeo & Juliet※
作詞：亜美、作曲：Andreas Ohrn, Henrik Smith, Filip Lampell、編曲：川端良征
  - 2009年のオリジナル楽曲
  - 5thシングル通常盤カップリング
9. 太陽にLOVE MOTION!※
作詞：キノシタトモヤ、作曲：BOUNCEBACK、編曲：渡辺和紀
  - 2008年のオリジナル楽曲

本作でCD初収録。
10. From.
作詞・作曲：タハラノブヒロ、編曲：石塚知生
  - 5thアルバム『DEAR.』通常盤収録曲

### DVD
※初回限定盤1のみ
1. Ultra Music Power
2. Dreams come true
3. Your Seed
4. 真夜中のシャドーボーイ
5. 瞳のスクリーン
6. 「ありがとう」～世界のどこにいても～
7. OVER
8. Magic Power
9. SUPER DELICATE
10. Come On A My House
11. Ride With Me
12. AinoArika
13. 愛すればもっとハッピーライフ
14. ウィークエンダー
15. 明日へのYELL
16. Chau#
17. キミアトラクション
18. 真剣SUNSHINE
19. Fantastic Time
20. Give Me Love
21. OVER THE TOP